# The White Lilac
The White Lilac é um filme de mistério britânico de 1935, dirigido por Albert Parker e estrelado por Basil Sydney, Judy Gunn, Claude Dampier e Percy Marmont.

## Elenco
- Basil Sydney - Ian Mackie
- Judy Gunn - Mollie
- Claude Dampier - Percy
- Percy Marmont - Tollitt
- Gwenllian Gill - Muriel
- Leslie Perrins - Iredale
- Constance Travers - Jessie
- Billy Holland - Harvey
- Marjorie Hume - Mrs Lyall